# Лувінате
Лувінате (італ. Luvinate) — муніципалітет в Італії, у регіоні Ломбардія,  провінція Варезе.
Лувінате розташоване на відстані близько 530 км на північний захід від Рима, 55 км на північний захід від Мілана, 6 км на захід від Варезе.
Населення — 1310 осіб (2014).
Покровитель — Santi Ippolito e Cassiano.

## Демографія
Населення за роками:

Станом на 1 січня 2023 року в муніципалітеті офіційно проживало 117 іноземців з 30 країн, серед них 36 громадян країн Євросоюзу та 10 громадян України.

## Сусідні муніципалітети
- Барассо
- Кашаго
- Кастелло-Каб'яльйо
- Варезе